# Sonova
Die Sonova Holding AG ist eine auf Audiotechnik (Hörgeräte, Kopfhörer, Soundbars) spezialisierte, international tätige Schweizer Unternehmensgruppe mit Sitz in Stäfa. Sie zählt zu den drei weltweit größten Anbietern von Hörgeräten.

## Geschichte
Ihren Ursprung hat die Unternehmensgruppe in der 1947 gegründeten AG für Elektroakustik mit Sitz in Zürich. 1965 erwarb Ernst Rihs deren Aktienmehrheit und nannte das Unternehmen in Phonak AG um. In der Folge traten auch seine zwei Söhne,  Hans-Ueli und Andy Rihs, sowie Beda Diethelm in das Unternehmen ein. Nach dem Tod von Ernst Rihs übernahmen seine beiden Söhne seine Aktien und Beda Diethelm wurde Aktionär mit gleichen Rechten.
Die Phonak Holding AG wurde 1985 als Holding-Firma der Phonak-Gruppe gegründet. 1994 erfolgte der Börsengang an der SWX Swiss Exchange. 2007 bezeichnete Hermann Simon Phonak als Hidden Champion. Per 1. August 2007 erfolgte die Namensänderung in Sonova Holding AG, wobei sich diese nur auf die Holding beschränkt. Sämtliche Tochtergesellschaften, darunter die Phonak AG, wie auch die Produktnamen sind von der Namensänderung nicht betroffen.
Im März 2022 übernahm Sonova die Sennheiser Consumer Division für 200 Millionen Euro, welche Kopfhörer für Endverbraucher und Soundbars herstellt. Die Sparte mit Kopfhörern für den professionellen Einsatz verblieb dagegen bei Sennheiser. Nach Zustimmung der Regulierungsbehörden wurde die Übernahme Anfang 2022 abgeschlossen.

## Unternehmen

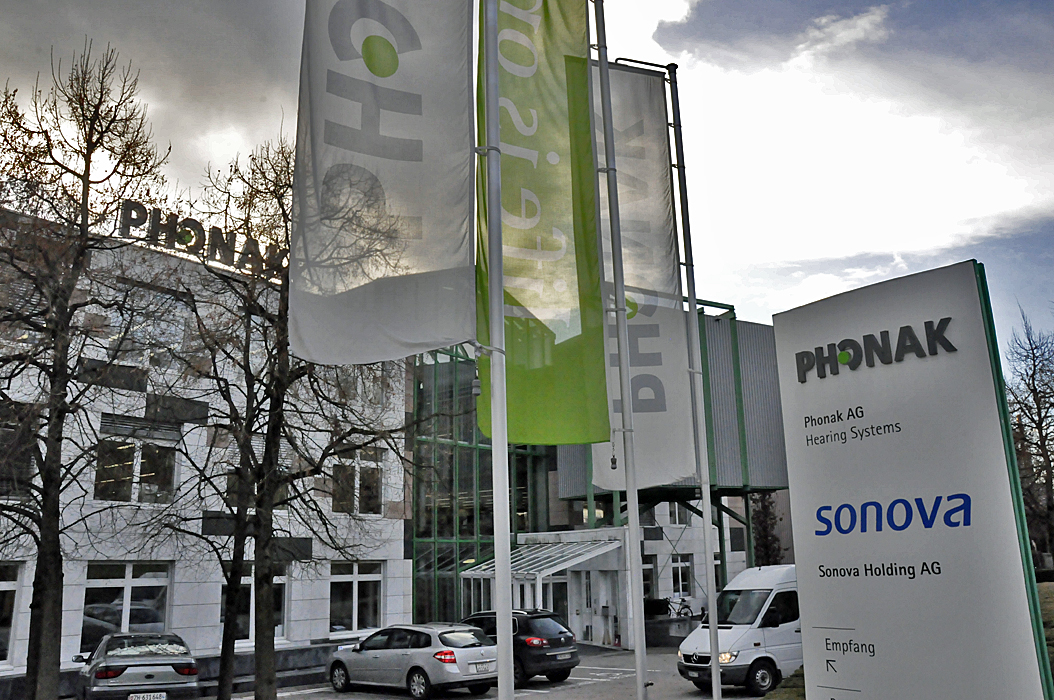
Hauptsitz in Stäfa

Sonova entwickelt und vertreibt Hörgeräte und Cochlea-Implantate. Die Sonova-Gruppe ist in über 90 Ländern vertreten und beschäftigt 16.733 Mitarbeiter (Stand März 2022). Im Geschäftsjahr 2020/2021 erwirtschaftete das Unternehmen einen Umsatz von 3.36 Mrd. Schweizer Franken. Der bereinigte EBITA im Geschäftsjahr belief sich auf CHF 603,0 Mio., ein Anstieg um 5,6 % in Lokalwährungen bzw. ein Rückgang um 2,9 % in Schweizer Franken.
Die Unternehmensgruppe besteht aus über 30 Gesellschaften. Die Forschungsstandorte befinden sich in der Schweiz, in Kanada und den USA, die Produktionsstandorte in der Schweiz sowie in China, Vietnam und Kalifornien. Der Vertrieb erfolgt über das eigene Großhandelsnetzwerk und unabhängige Vertriebspartner. Zusätzlich besitzt die Gruppe Einzelhandelsgeschäfte.
Anfang 2010 erwarb Sonova die auf Entwicklung und Herstellung von Cochleaimplantaten spezialisierte Advanced Bionics Corporation.
Im Jahr 2015 übernahm Sonova die Hansaton Akustik GmbH, ein familiengeführtes Großhandelsunternehmen für Hörgeräte. Im Folgejahr wurden die Firmen Geers Hörakustik und AudioNova International übernommen. Letztere ist eines der größten europäischen Retailunternehmen im Bereich Hörakustik.

## Marken

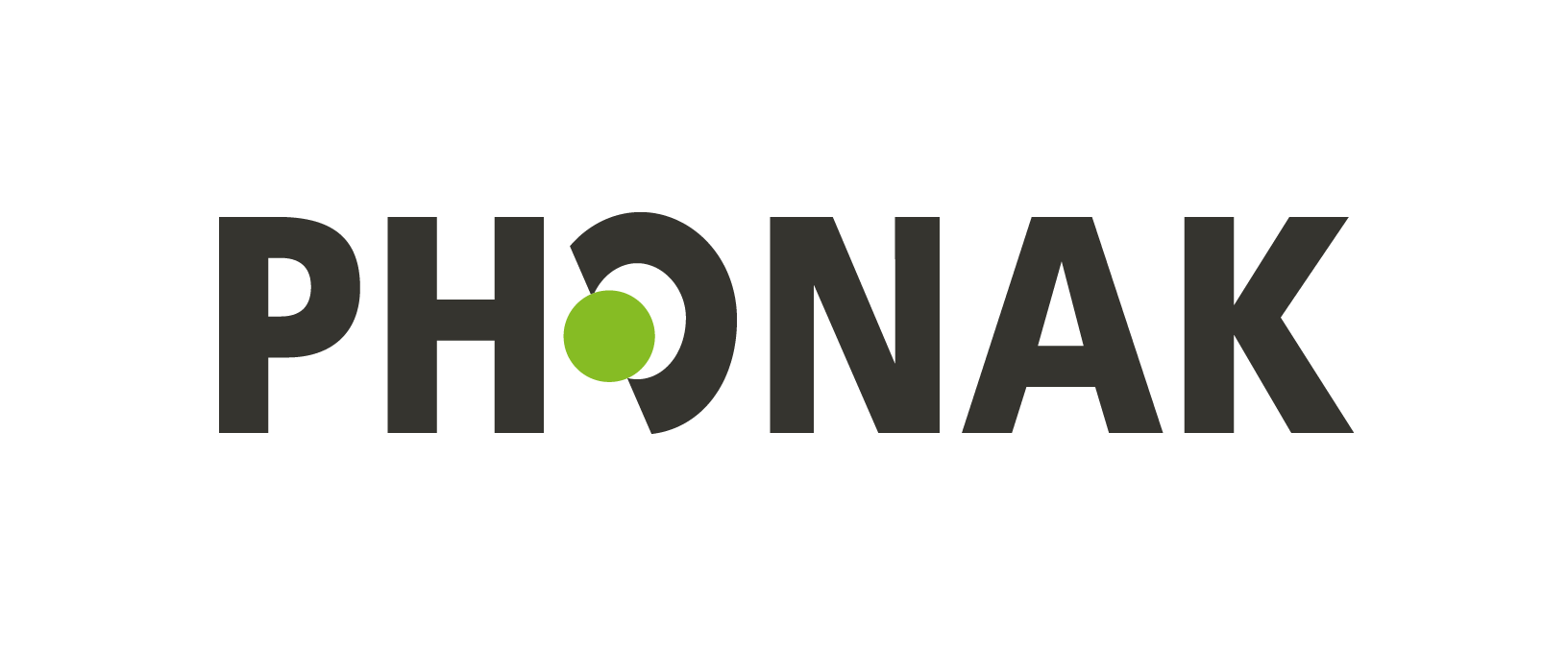
Logo von Phonak

Sonova tritt weltweit mit folgenden Kernmarken auf:
- Advanced Bionics
- AudioNova Group 
 nebst AudioNova gehören unter anderem auch folgende Marken zur Gruppe:[17]
  - Audium
  - AuditionSanté
  - Boots Hearingcare
  - Connect Hearing
  - Fiebing
  - Geers
  - Hansaton Akustische Geräte
  - Lapperre
  - Lindacher
  - MiniSom
  - Schoonenberg
  - Triton
  - Vitakustik
- Hansaton
- Phonak
- Sennheiser (Privatkundenbereich)[18]
- Unitron (aus Kanada)[19]

## Soziales Engagement und Sponsoring
Zwischen 2000 und 2006 war die Phonak-Gruppe sieben Jahre lang Sponsor des Radsport-Teams Phonak Hearing Systems. Das Engagement im Radsport und die erzielten Erfolge wurden allerdings durch mehrere Dopingaffären überschattet, in denen wiederholt auch Spitzenfahrer des Phonak Cycling Team involviert waren. Am 28. Juli 2006 gab Phonak bekannt, sein Sponsorengagement im Radsport einzustellen.
Im Herbst 2006 lancierte die Tochtergesellschaft Phonak AG die Hear the World Foundation, welche über die Bedeutung des Gehörs und Auswirkungen von Hörminderungen aufklären, Menschen weltweit auf die sozialen und emotionalen Konsequenzen von Hörverlust aufmerksam machen und über entsprechende Lösungen informieren soll. Darüber hinaus werden in besonderem Masse Projekte gefördert, die Kinder mit Hörverlust unterstützen, um ihnen eine altersgerechte Entwicklung zu ermöglichen. Die Unterstützung erfolgt durch finanzielle Mittel, die Bereitstellung von Hörsystemen und durch den Einsatz von Freiwilligen. Im Oktober 2012 wurde die Stiftung zu einer Initiative der gesamten Unternehmensgruppe Sonova ausgeweitet.

## Fehler im Finanzmanagement 2011
Am 16. März 2011 veröffentlichte Sonova vorbörslich eine Gewinnwarnung. Das Unternehmen musste wegen des bereits bekannt gegebenen Rückrufs des Cochleaimplantats von Advanced Bionics, eines verzögerten Umsatzwachstums bei den konventionellen Hörgeräten und negativer Währungseinflüsse die Aussichten für das laufende Geschäftsjahr nach unten korrigieren. Daraufhin brach der Aktienkurs ein. Am 30. März 2011 gab Sonova bekannt, dass sie es im Vorfeld der Gewinnwarnung versäumt habe, rechtzeitig innerhalb des Unternehmens ein Handelsverbot für Börsentransaktionen mit Aktien und Optionen zu erlassen. Als Folge dieses Versäumnisses kam es zu Transaktionen, die damals nicht hätten stattfinden dürfen. Außerdem hat Sonova die Gewinnwarnung zu spät veröffentlicht. Dies ist das Ergebnis einer Untersuchung einer Anwaltskanzlei, die der Verwaltungsrat von Sonova in Auftrag gegeben hat. Aufgrund dieser Vorkommnisse und deren Konsequenzen für das Unternehmen traten CEO Valentin Chapero, CFO Oliver Walker und Andy Rihs, Präsident des Verwaltungsrats, zurück. Rihs blieb einfaches Mitglied des Verwaltungsrats. Da Manager aus Geschäftsleitung und Verwaltungsrat im Vorfeld der Gewinnwarnung Aktien und Optionen im Gegenwert von 47 Millionen Franken, darunter Rihs Aktien im Wert von 37,5 Millionen Franken verkauft hatten, wurden Insiderhandelsvorwürfe erhoben. Dies führte zu einem großen Reputationsschaden für das Unternehmen. Die Staatsanwaltschaft Zürich leitete wegen Verdachts auf Insiderhandel eine Strafuntersuchung gegen neun Personen des Managements ein, unter anderem gegen Valentin Chapero, Oliver Walker und Andy Rihs. Die Regulierungsstelle der SIX Swiss Exchange leitete nach Abschluss der Vorabklärung im Mai 2011 eine Untersuchung wegen möglicher Verletzungen der Vorschriften zur Ad-hoc-Publizität gegen Sonova ein.
Im Juli 2012 wurde Sonova mit zwei Millionen Franken gebüßt, da sie zu spät über die schlechten Umsatzzahlen informiert hatte. 
Im Oktober 2012 einigte sich das Unternehmen daraufhin außergerichtlich mit mehreren Investoren auf eine Zahlung über 2,6 Millionen Franken. Die Staatsanwaltschaft stellte bei allen Verdächtigten keine Verstöße gegen die Insiderstrafnorm fest, alle Strafverfahren wurden im Sommer 2012 bzw. per Ende 2012 eingestellt.

## Fotos

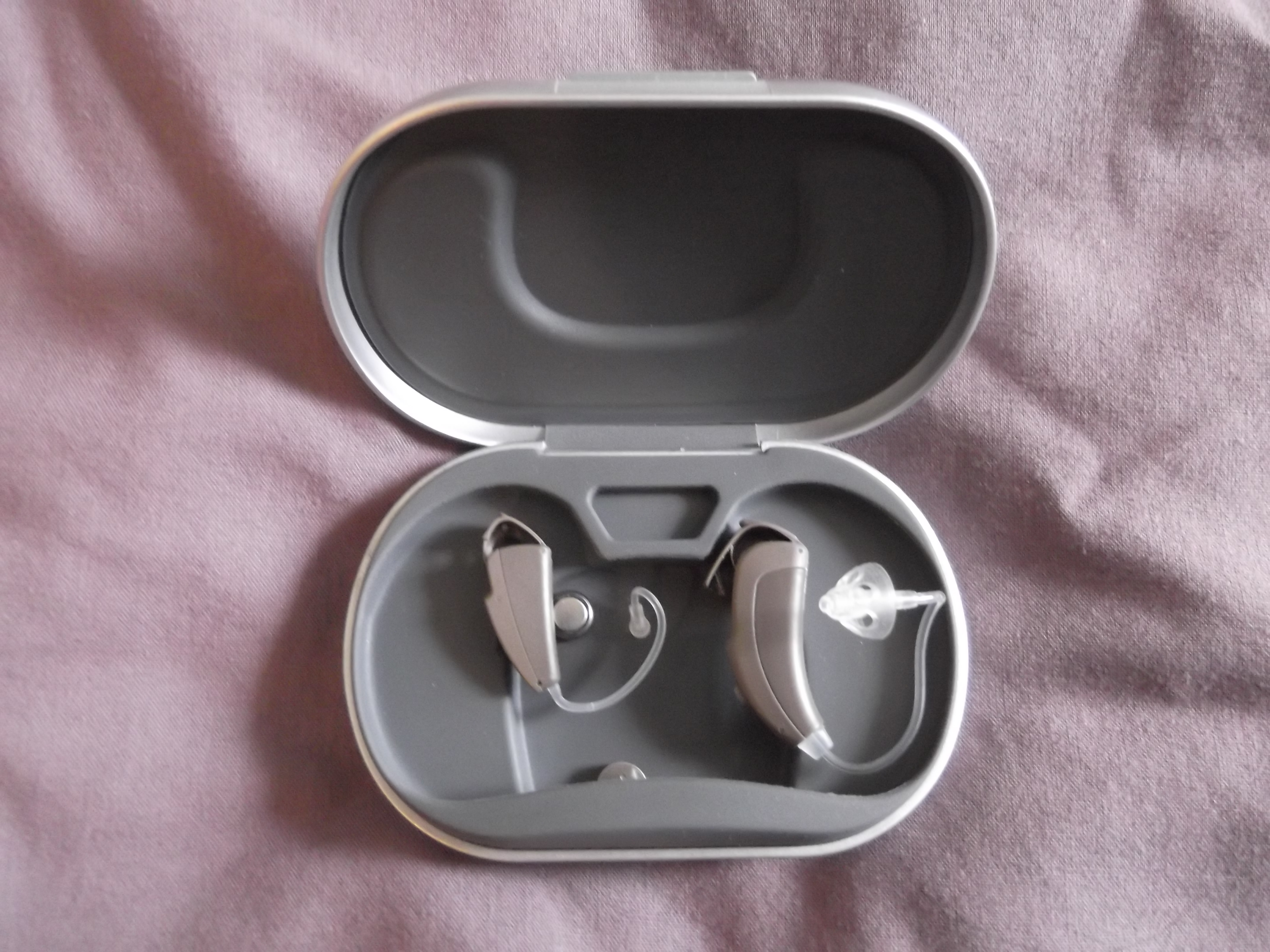
Phonak CROS
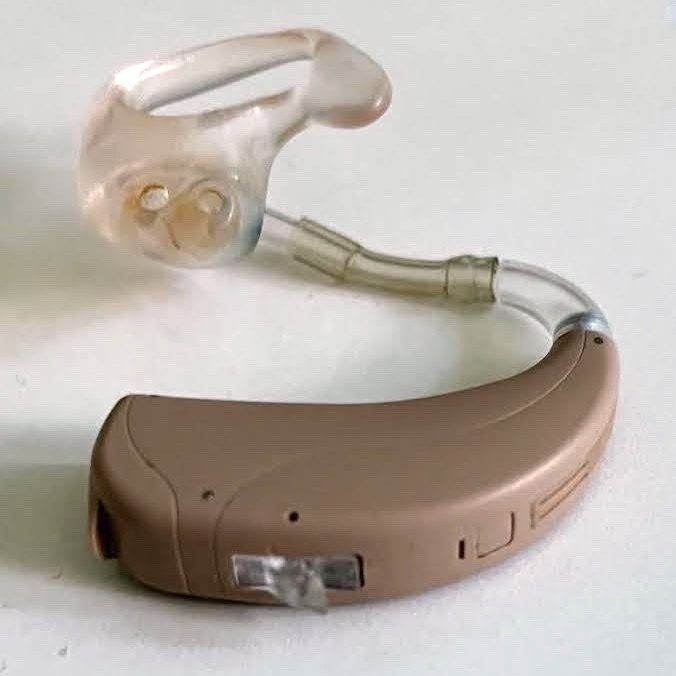
Unitron Zeil
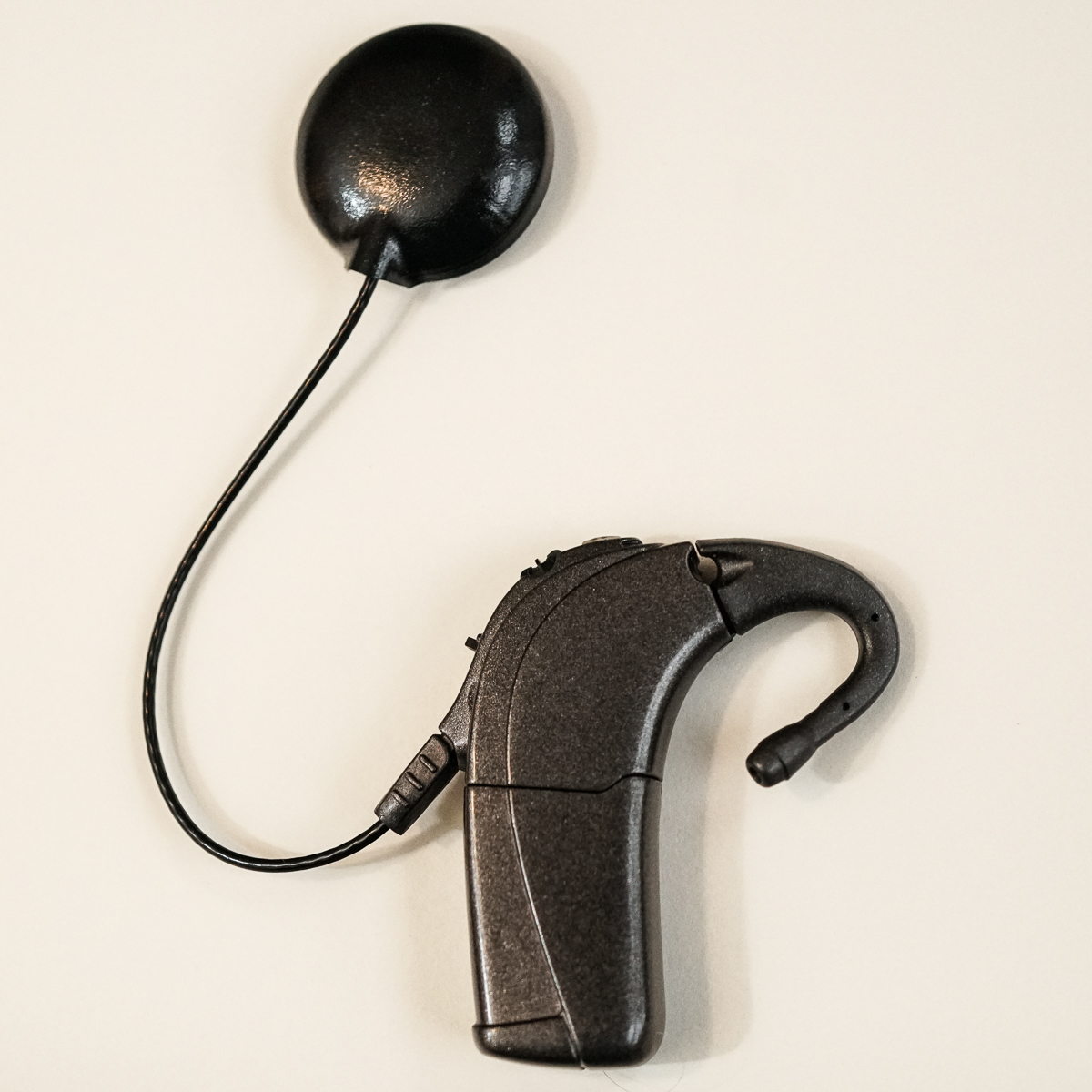
Advanced Bionics "Harmony"
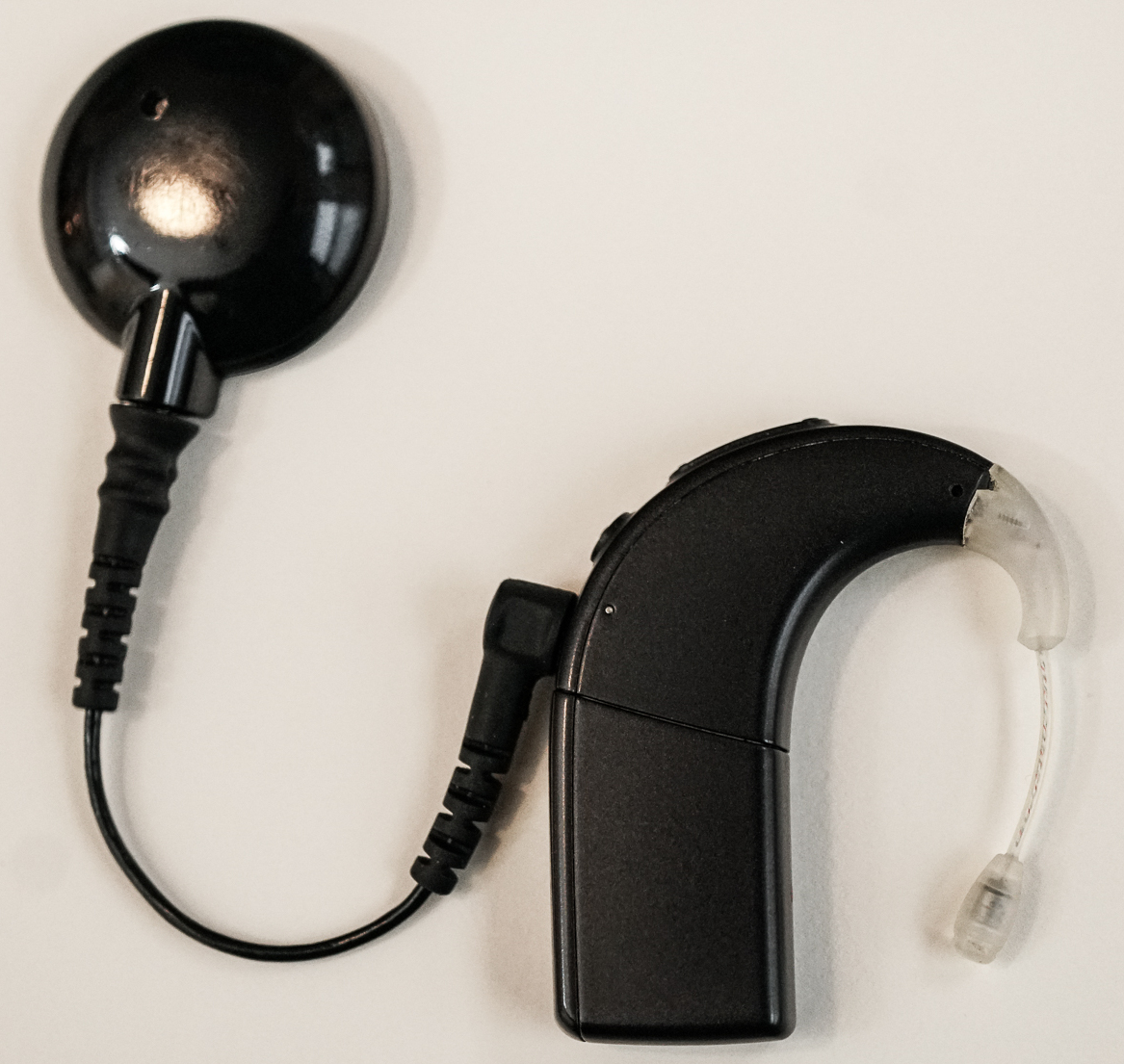
Advanced Bionics "Naída CI Q70"
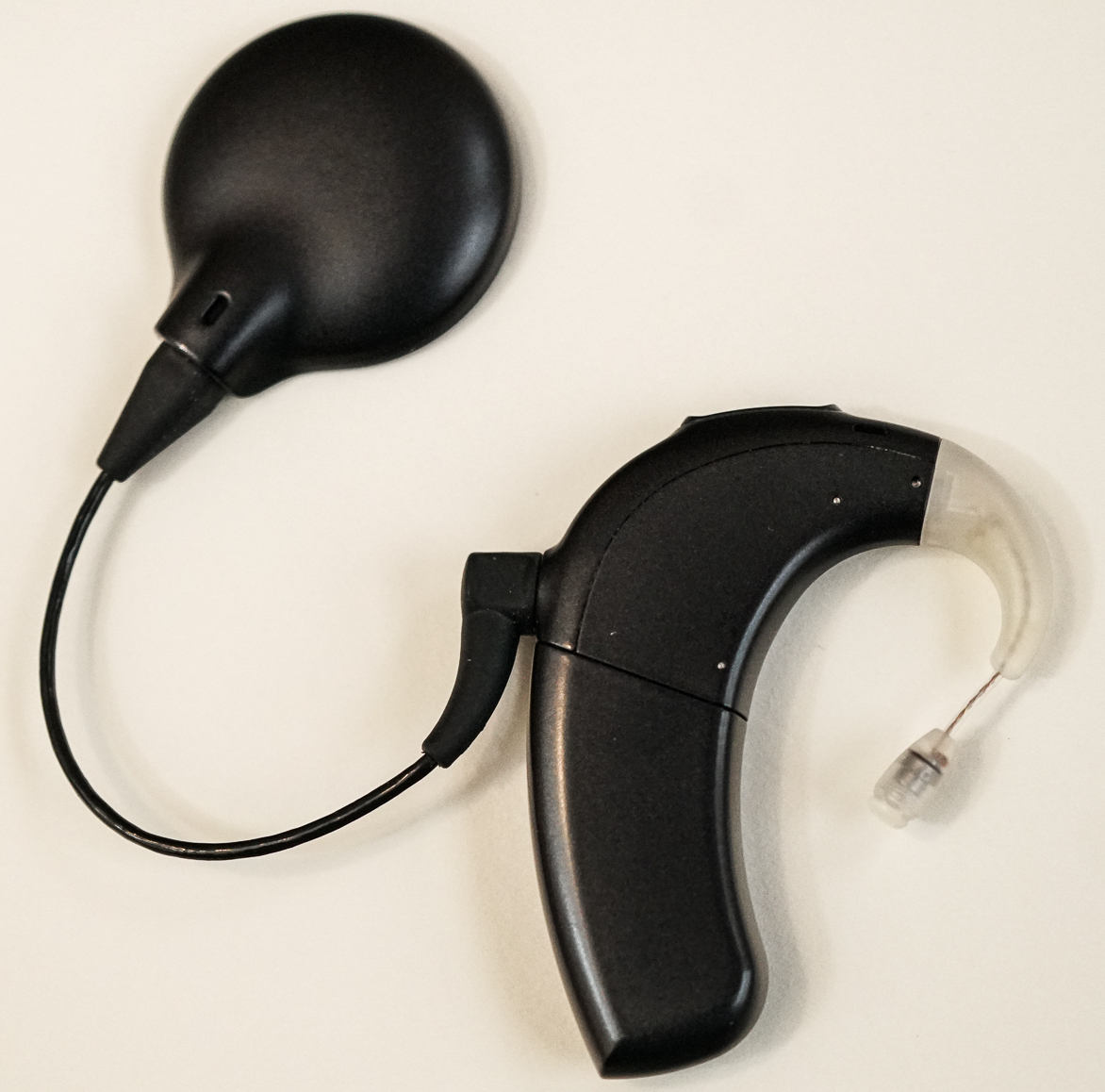
Advanced Bionics "Naida CI M90" (kurz: "Marvel")